# 密輸

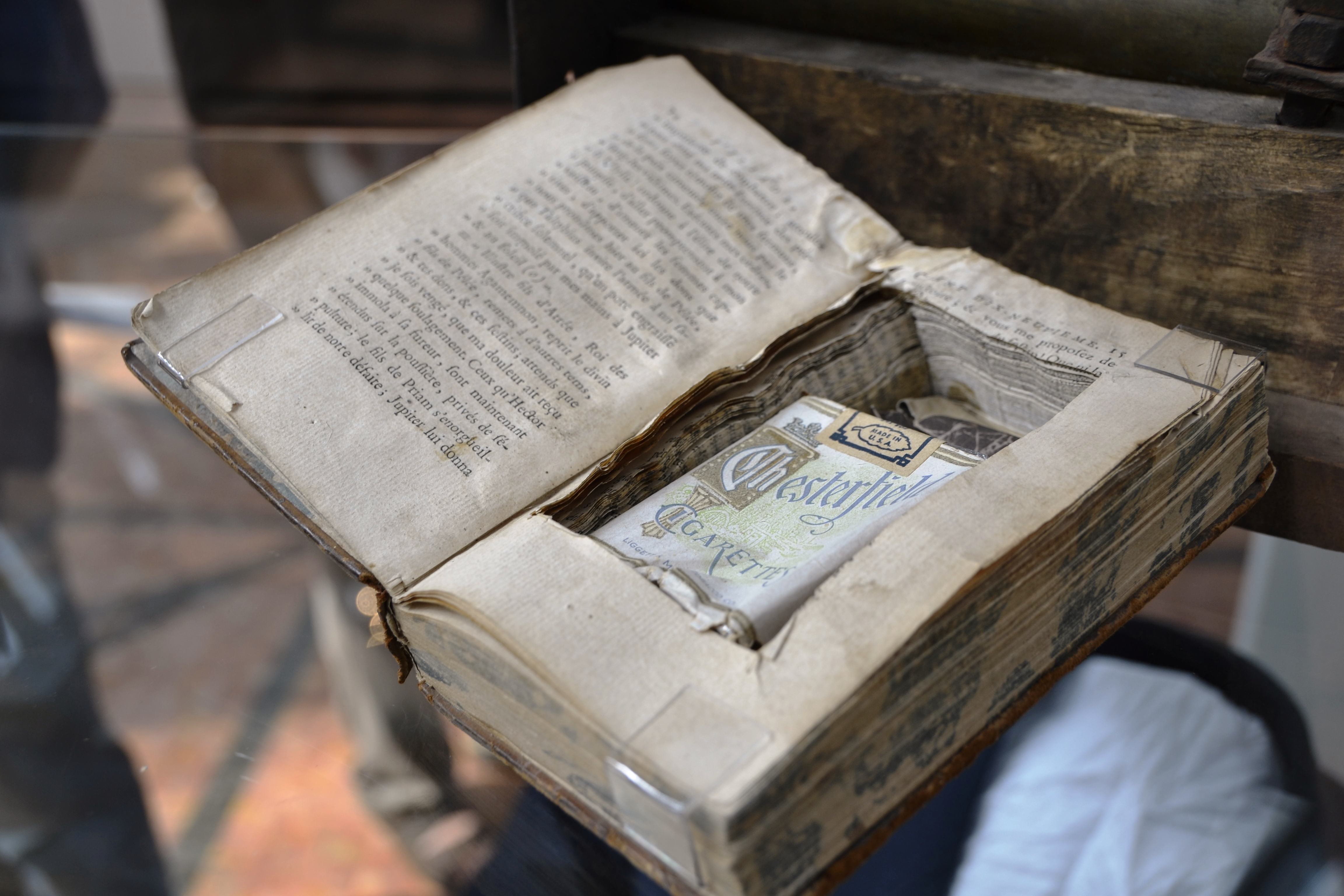
本に埋め込まれたタバコ

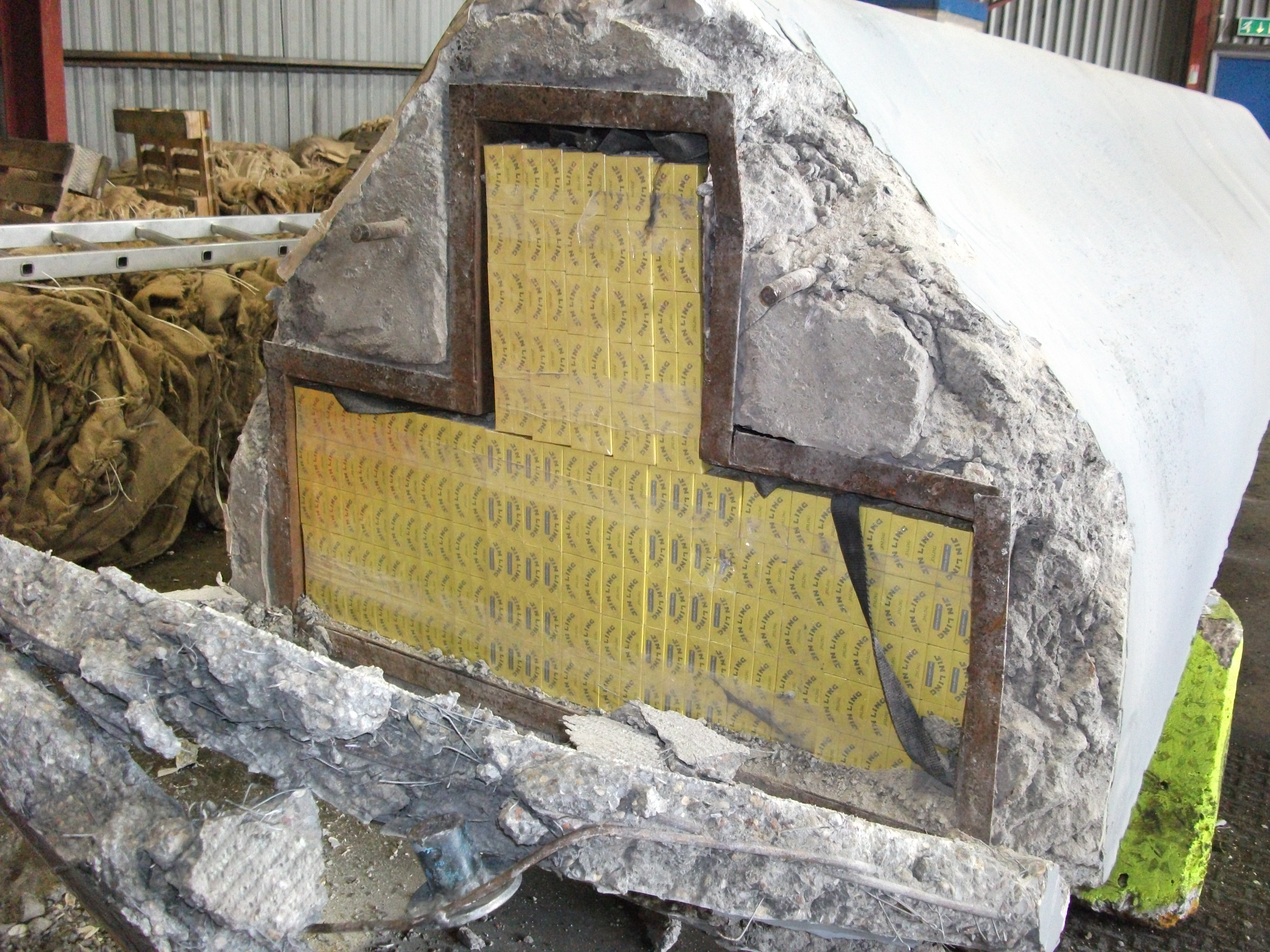
コンクリートブロックに埋め込まれたタバコ

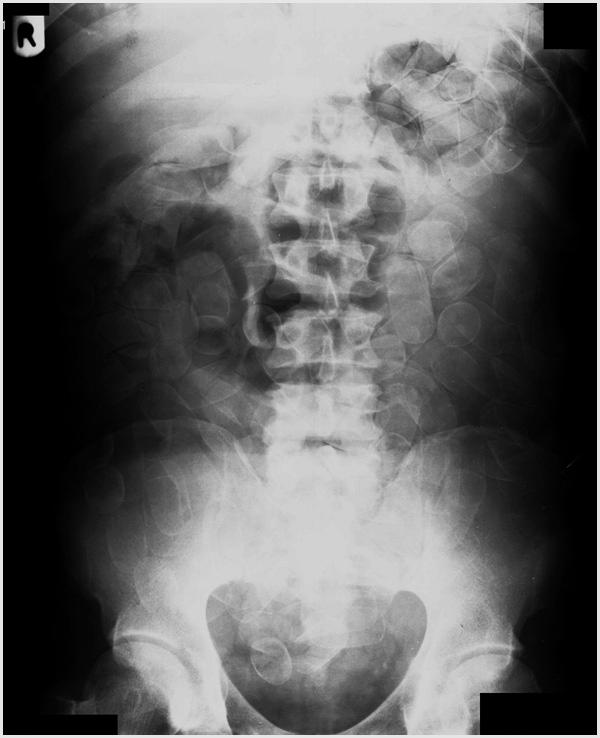
コカイン袋を飲み込んだ運び屋のレントゲン写真

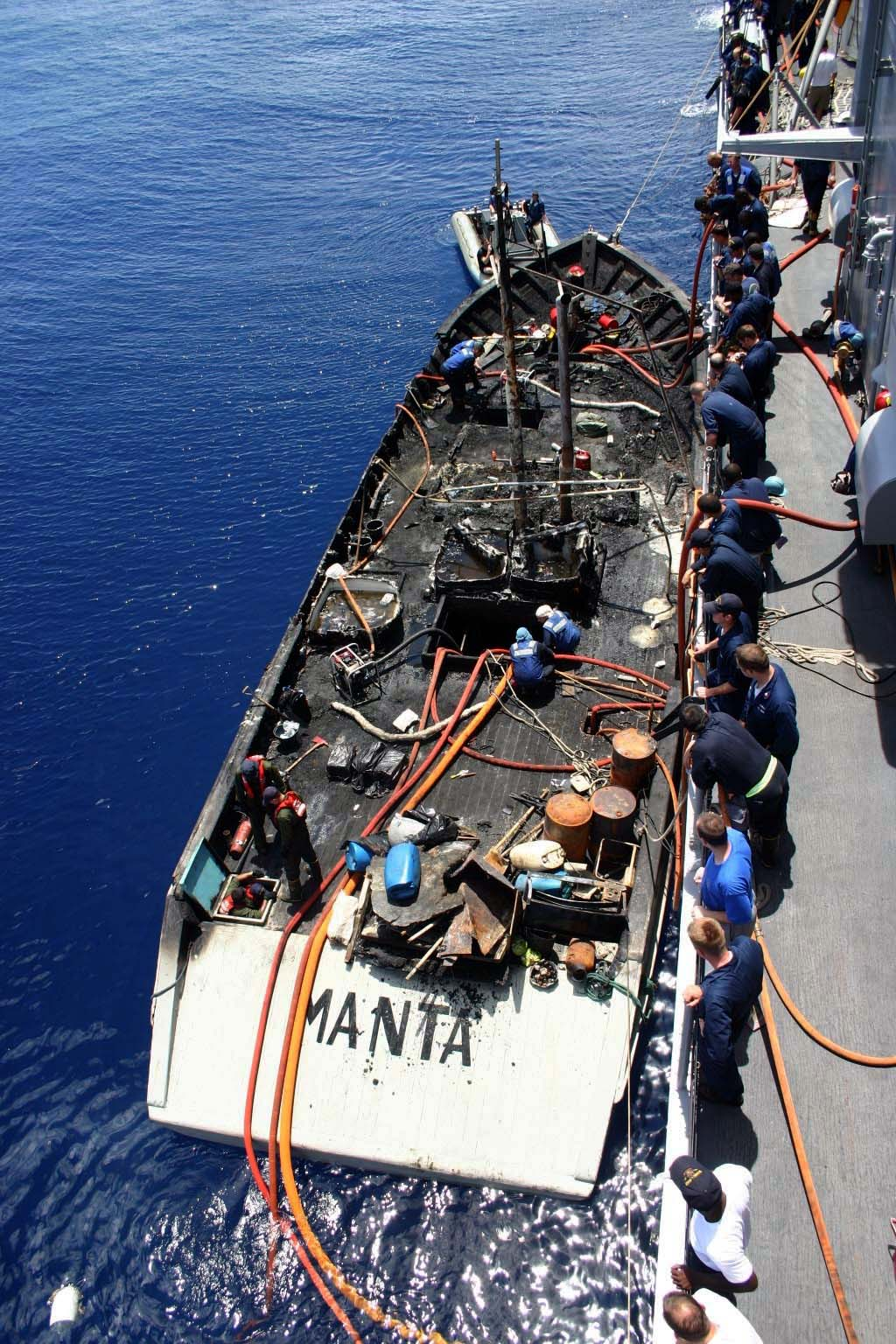
麻薬密輸漁船の臨検

密輸（みつゆ）または密貿易（みつぼうえき）とは、正規の手続きを経ず、物品の輸出入（貿易）を行うことである。

## 概要
密輸を行う目的としては、
- 法令（関税法、輸出貿易管理令等）や条約により輸出や輸入が禁じられている物品を密かに輸出入するため。
- 課税される関税から逃れるため。
- 手続きを怠るため。

が挙げられる。多くの場合、暴力団やマフィアなどの犯罪組織が関わっており、それらの組織の資金源となっている。

## 歴史

### 日本
古代以前、弥生時代前期（石器時代と金属器時代の中間）、中国大陸からカイコ種やクワの種が伝来するが、支那は養蚕法やカイコやクワの種の国外持ち出しを厳しく禁じていたことが文献記述にあり（後述書 p.12。「養蚕業」も参照）、これも密輸だったといえるが、京都工芸繊維大学名誉教授の布目順郎によれば（カイコ種の遺伝子調査結果の上で）、「国禁を犯して日本に伝えたのは漢民族ではなく、華中地方にいて漢民族と対立していた戦国越族の末裔やミャオ族といった少数民族の人達であったのではないか」と推測している。
中世期、室町時代に流入した宋銭によって、一時期、貨幣経済が安定するが（銭貨も参照）、宋側は銅銭の輸出を禁じていたため、基本的には民間商人による密貿易で成立していた。この日宋貿易で輸入された銭の総量は2億貫にものぼる。すなわち、中国銭自体が密輸品であり、その密輸品で中世日本経済が成立していたといえる。
近世期、江戸時代になり、江戸幕府は清、朝鮮、オランダとのみ公式な交易関係を定め、鎖国によって、外国からの帰国を禁じることとなるが、諸藩では密貿易を幕末まで続けていた。例として、加賀藩では銭屋五兵衛という商人が藩ぐるみでロシア帝国と交易し（後述書）、のちに投獄された。浜田藩では回船問屋の会津屋八右衛門の提案で、朝鮮半島やスマトラ島、ジャワ島にまで密貿易した（竹島事件）。長州藩や薩摩藩、佐賀藩では密貿易の収入で財政を立て直し、幕末においては倒幕のための軍費として用いられることになる。
このように古代・中近世を通して、前近代では経済や歴史を動かす原動力として密貿易が関わっていた面もあり、負の側面ばかりではない。

### 中国
清代、1796年にアヘン密輸を取り締まるようになった。その甲斐なくアヘンは蔓延して社会危機を起こし、大英帝国との阿片戦争へとつながっていく。清は阿片戦争による大敗によって、大国としての地位を失うことになる。
現代では外国人麻薬密輸者の死刑判決が問題になっている（2010年中国における日本人死刑執行問題）。日本法に定められた刑の上限では、麻薬密輸は無期懲役であることにより起きた摩擦）。

### ロシア
ソビエト連邦時代に起きたベレンコ中尉亡命事件において、ベレンコ中尉がアメリカ亡命のために乗って来た戦闘機MiG-25自体が正規の手続きを得たものではなく、盗難自動車と同様、乗り物の密輸である（この場合、報酬は亡命である）。冷戦下のアメリカにとってはソ連の軍事機密の一端を知る機会を得たとはいえ、調査した上で最終的には返却している。

### 朝鮮民主主義人民共和国
2013年7月15日、パナマ政府が北朝鮮船籍の貨物を調べた際、申告の無い武器・兵器の部品（MiG-25など）が密輸されていることが判明し、のちにキューバ政府が老朽化したMiGの修理を依頼していたことが判明している（詳細は「2013年#できごと」の7月15日を参照）。
2023年には、北朝鮮が日本産と米国産の煙草ブランドを偽造密輸し、多額の利益を得ていた事が発覚している。北朝鮮はイギリス大手煙草会社ブリティッシュ・アメリカン・タバコ（以下BAT）とその子会社とビジネス（密輸）をし、アメリカ合衆国司法省が罰金支払いを求め、これにBATが合意している（日本円にして罰金840億円を支払った）。アメリカ合衆国の報告書によれば、2007年にBATは北朝鮮に対する事業を切り離し、ビジネスから手を引くと声明を発表していたが、その後も仮の会社を使って4億1500万ドルの取り引きを行っていた（前同記事）。

## 密輸の方法・および著名人
- 運び屋 (密輸)（英語版）
- 影の船団（英語版）（シャドウフリート） ‐ 国家規模で規制された物資を密輸する船につけられる名前[7][8]。
- 伝書鳩[9]。

著名人
- ルイ・マンドラン（フランス語版） - 18世紀に塩・タバコなどを密輸して安く流通させ民衆からの支持を受けていた[10]「フランスのロビンフット」の異名を持つ密輸業者[11][12]。
- クニグネシャイ（英語版） ‐ リトアニア語書籍密輸商の総称。ロシア帝国時代のリトアニア語出版禁止令（英語版）を回避するために国外で印刷された書籍を密輸し、リトアニア語を存続させた。
- ヤン・フェン・グラン（中国語版） - 象牙の密輸を行っていた「象牙女王」の異名をもつ中国人[13]。

## 主な密輸品

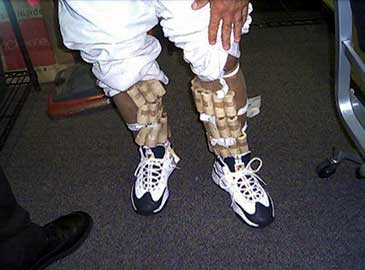
アメリカの国境でアメリカ合衆国税関・国境警備局によって、逮捕された希少な鳥を密輸しようとした犯人の手口。

密輸が問題となる主な貨物は以下のとおり。

### 輸入禁制品・規制品
- 麻薬類、大麻、あへん、覚醒剤、コカイン、ヘロイン、MDMAなどの違法薬物
- 拳銃などの武器・兵器
  - 建国当初のイスラエルは欧米各国から武器禁輸されており、戦闘機のアヴィア S-199がオペレーション・バラク（英語版）で密輸されたように、様々な兵器があらゆる手段で集められた[14]。
- 偽札、偽造クレジットカード等
- ポルノ雑誌、ビデオ、児童ポルノ等
- 偽ブランド製品、海賊版などの知的財産権を侵害する商品
- マジコン等不正競争防止法に違反する商品
- 希少動植物、絶滅のおそれのある野生動植物の種の国際取引に関する条約（ワシントン条約）で定められた動植物（野生動物の密輸（英語版）、2020年頃にはアタカマ砂漠に自生する希少なサボテン密輸ネットワークを摘発するためのOperation Atacamaが行われた[15][16]。希少昆虫を特別に改造した試験管と注射器に詰めて密輸しようとして逮捕された事例もある[17]。）
- 北朝鮮で生産された物品

### 密輸出される物品
- 盗難自動車
- 軍事転用の恐れがあり、法により輸出を禁止している物資。ヤマハ発動機が以前、中国の企業へ無人ヘリを不正に輸出した。「ヤマハ発動機」「ミツトヨ」参照。
- 密輸先で輸入が禁止されている商品
- 密輸元で輸出が禁止されている商品

### シラスウナギの密輸
2007年に台湾でシラスウナギが輸出禁止になると、香港から日本への輸入が増加した。香港ではシラスウナギ漁の実態が無く、台湾からの密輸されている可能性が高いと指摘されている。2018年12月と19年1月に香港から日本へ約6トンシラスウナギが輸入されている。これは、同じ期間に日本の養殖池に入れられた稚魚の約8割を占めていることが明らかになっている。

### その他
建築ラッシュが続いている国では、建築資材の不足、特に金属不足と価格高騰が起きる。そこに目を付けた金属泥棒が他国から銅線などを奪い、密輸につながる。

## 対策
日本では2005年から試験的に事前旅客情報システムを導入。2007年から義務化された。出発空港において搭乗者の情報を到着空港に送り、特に組織ぐるみの密輸対策を強化している。

## 密輸が危惧されるもの
ソビエト連邦の崩壊に伴い、テロリストへの核燃料流出が懸念され、2002年にはアメリカがソ連式原子炉に用いられた濃縮ウランの追跡を行った（「核テロリズム」参照）。こうした事態を未然に防ぐための国際条約としては、核拡散防止条約がある。今後は条約から脱退した朝鮮民主主義人民共和国が崩壊した場合にも同様の懸念が生じる。

## 展示
- 横浜税関資料展示室では、横浜税関が摘発した密輸の手口を再現して展示している[20]。
- スイス連邦税関博物館（ドイツ語版）(密輸博物館) ‐ スイス連邦とイタリアとの国境の町ガンドリア（英語版）に所在する博物館で、摘発された密輸品の展示が行われている[21]。
- ドイツ税関博物館（ドイツ語版） ‐ ハンブルクに所在し、ドイツの税関で摘発された密輸品と手口が展示されている[22]。